# Bernard Prendergast
Bernard Prendergast (Bernard Leopold Sandow Prendergast; * 25. Dezember 1911 in Kingston; † 30. Oktober 1966 ebenda) war ein jamaikanischer Diskuswerfer.
Bei den British Empire Games 1934 in London gewann er Bronze. 
1936 wurde er Englischer Meister. Da Jamaika kein Teilnehmerland der Olympischen Spiele 1936 in Berlin war, startete er als Mitglied der britischen Mannschaft, schied jedoch in der Vorrunde aus.
Im selben Jahr stellte er mit 44,16 m seine persönliche Bestleistung auf.